# Erax sinensis
Erax sinensis là một loài ruồi trong họ Asilidae. Erax sinensis được Macquart miêu tả năm 1838.